# Вулиця Віталія Боровика
Ву́лиця Віталія Боровика — коротка, близько 350 м, вулиця в історичній частині міста Одеса (Приморський район), між вулицею Ніни Строкатої та Карантинним узвозом. Проходить правим схилом Карантинної балки.

## Історія
Відома з 1828 року, спочатку становила єдине ціле із сучасною Карантинною вулицею і носила ту саму назву. Зв'язок був втрачений у 1830-ті роки через інтенсивну забудову ділянки між сучасними вулицями Ніни Строкатої та Святослава Караванського.
У 1881 році вулиця була перейменована в Левашовську, на честь Одеського градоначальника Володимира Левашова (1834—1898). Зі встановленням радянської влади назву вулиці змінили на Лизогуба (в 1927 році), в честь відомого народовольця Дмитра Лизогуба (1849—1879), похованого неподалік, на Карантинному кладовищі.
У період з 1987 по 2024 роки носила назву на честь радянського письменника Юрія Олеші (1899—1960). 26 липня 2024 року розпорядженням Начальника Одеської ОВА вулиця Юрія Олеши перейменована на вулицю Віталія Боровика.

## Пам'ятки

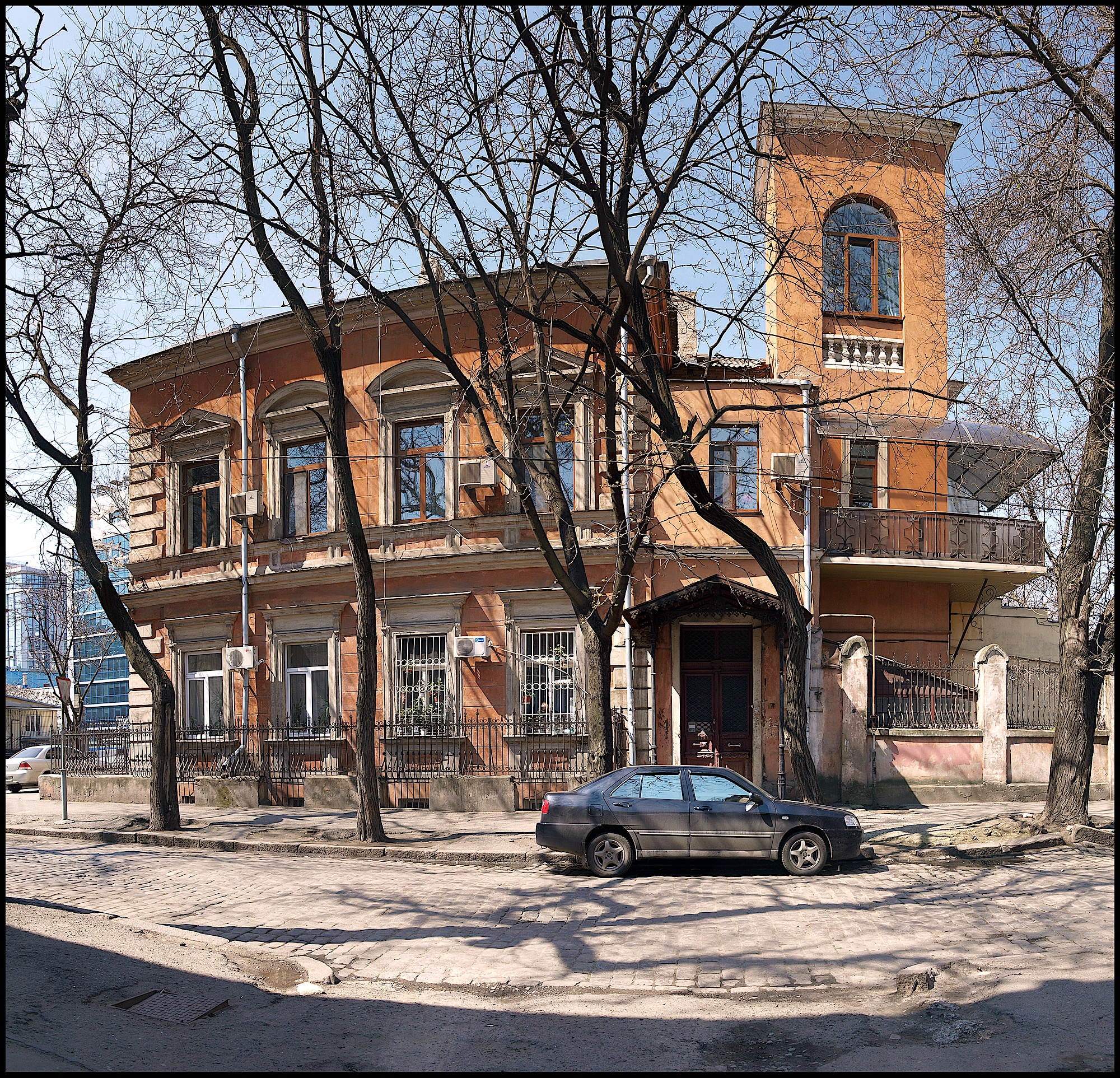
Будинок № 8

Будинок № 5 — комплекс будинків Сабанського (Собаньского) — одне з відомих пушкінських меморіальних місць Одеси.
Будинок № 8 — колишній будинок Трапані (архітектор І. Ф. Яценко, 1880-ті) 

## Відомі жителі

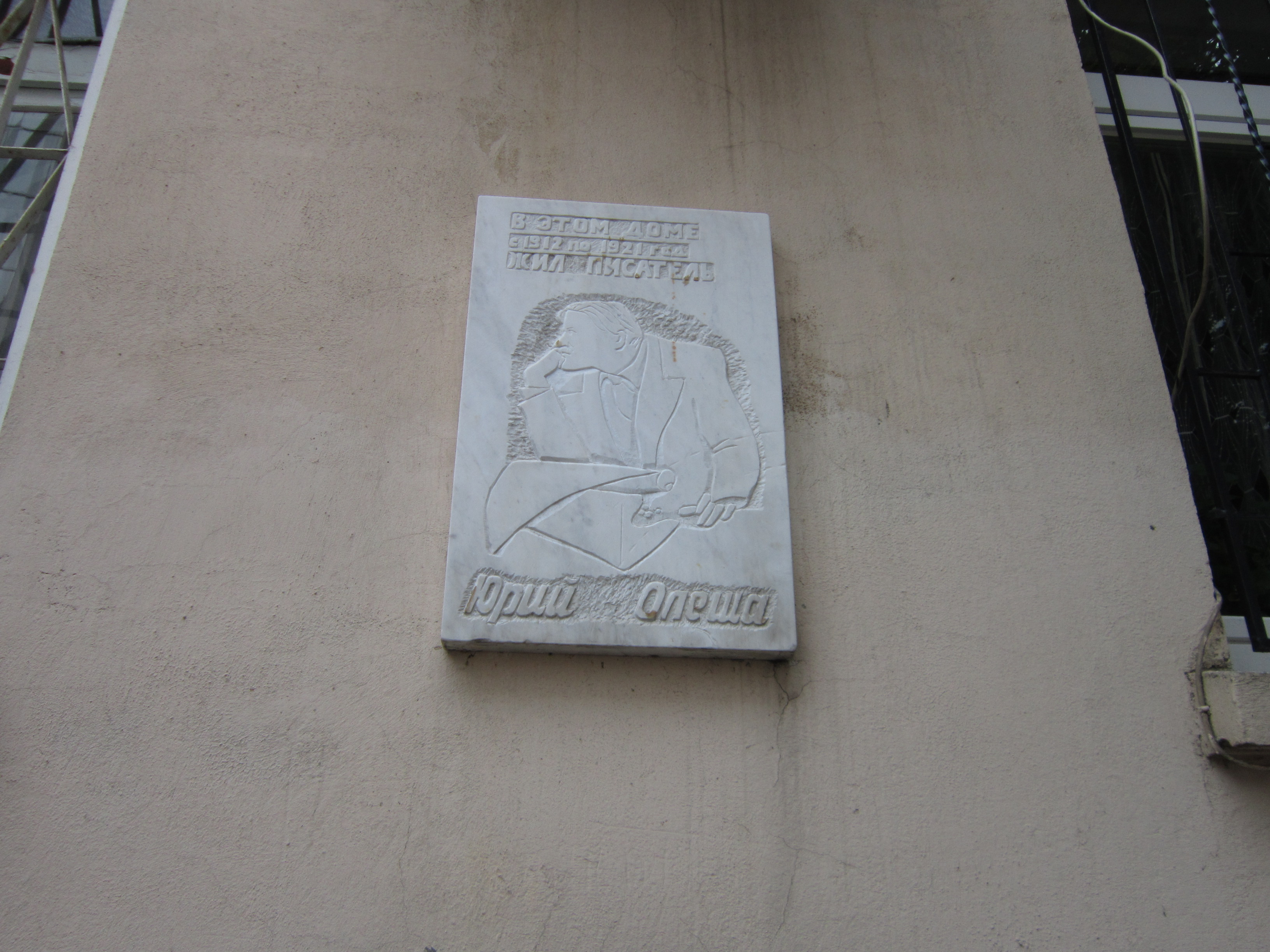
Меморіальна дошка Олеші. б. 3

Будинок № 1 — Є. Х. Ферстер (початок XIX століття), Аполлон Скальковський (з 1840), Рудольф Мунц (з 1870-х).
Будинок № 3 — Юрій Олеша (1912—1921, меморіальна дошка)
Будинок № 10 — Вацлав Воровський, С. І. Ільїн (1927—1949, меморіальна дошка)
Будинок № 13 — Леонід Леонідов

## Вулиця в кінематографі
На вулиці знятий ряд епізодів фільму «Біліє парус одинокий (1937)»